# Chair à saucisse

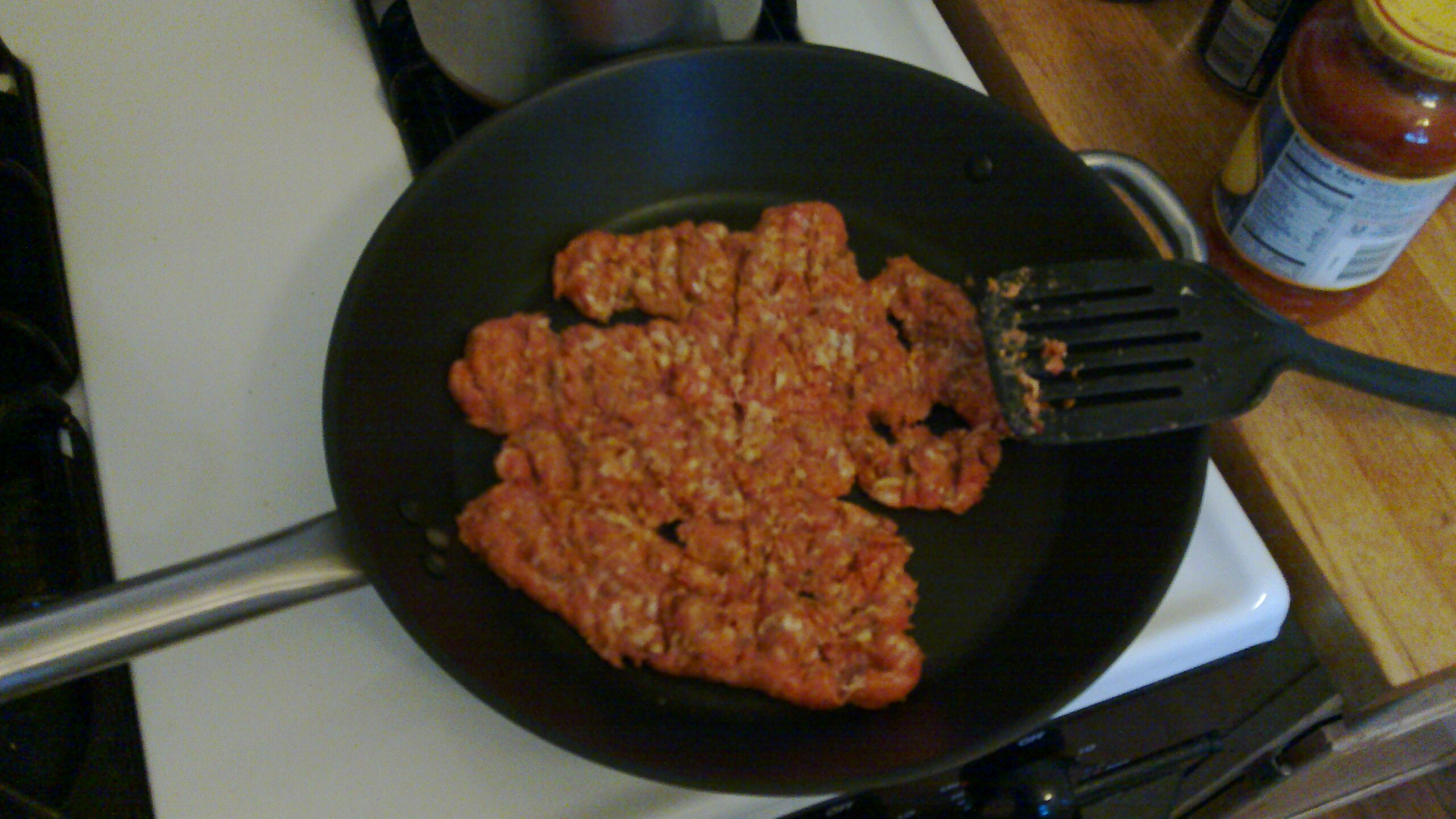
Chair à saucisse.

La chair à saucisse est un mélange de viandes hachées et assaisonnées ; elle est utilisée dans différentes préparations culinaires.

## Composition
La chair à saucisse est souvent composée de viande maigre et de viande grasse de porc (lard, panne), auxquelles on ajoute parfois une viande supplémentaire (veau, volaille, gibier) qui lui donne un goût particulier. L'assaisonnement est variable selon les recettes : sel et poivre, fines herbes ou herbes de Provence, oignon haché, ail, épices, cognac, etc.

## Utilisation
La chair à saucisse peut servir à confectionner des saucisses, des farces (tomates farcies), des paupiettes et de nombreux autres plats.
Assaisonnée, elle est consommée crue en Allemagne sous le nom de Mett.